# Герб Дедовска
Герб Дедовска — один из официальных символов города Дедовск, составленный и употребляемый в соответствии с правилами геральдики. Герб внесён в Государственный геральдический регистр Российской Федерации под номером 5745.

## Описание
Официальное описание герба:
В лазоревом поле серебряная бобина (сужающаяся вверх катушка), сопровождаемая вверху узким поясом, сложенным из пяти червлёных, тонко окаймленных золотом, брусков, посередине ступенчато выдвигающимся вниз, и над ним - выходящим сияющим солнцем (без изображения лица).

## Символика

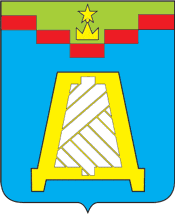
Первая версия герба Дедовска (1989 год)

В основе современного герба  лежит герб Дедовска, утвержденного решением исполкома Дедовского городского Совета народных депутатов № 126/6 от 11 апреля 1989 года.
Символика герба отражает значимые вехи истории Дедовска.
Бобина ниток символизирует Дедовскую прядильно-ткацкую фабрику. Образованное в 1911 году, это предприятие многие годы составляло основу индустрии поселения.
Бруски поверх бобины имеют, по замыслу авторов, двоякое значение. Во-первых, они изображают кирпичи, которые начали выпускать из местной глины два кирпичных завода, основанных в 1907 году. Кирпич нужен был, в первую очередь, для строительства корпусов прядильной фабрики. После постройки фабрики производство кирпича продолжалось на одном из этих предприятий. Сейчас это завод керамической плитки.
Пояс из червлёных брусков также является отсылкой к событиям осени — зимы 1941 года, когда через Дедовск и близлежащие населённые пункты проходила линия обороны Москвы.
Солнце в верхней части щита —  элемент герба Истринского района, в который входит Дедовск.